# محمد جمشیدآبادی
محمد جمشیدآبادی بوکسور اهل ایران بوده است.
وی در بازی‌های المپیک تابستانی ۱۹۴۸ در وزن ۹۱ کیلوگرم (Heavyweight) شرکت کرده است، آبادی در مرحله اول با قرعه استراحت روبه‌رو شد و در مرحله بعدی با شکست در برابر گونار نیلسون بوکسور سوئدی از مسابقات حذف شد.